# The Outlaws (film)
The Outlaws (범죄도시?, BeomjoedosiLR; lett. "La città del crimine") è un film d'azione sudcoreano del 2017 scritto e diretto da Kang Yun-seong, interpretato da Ma Dong-seok e Yoon Kye-sang.
Ambientato nel 2004, il film ruota attorno al detective Ma Seok-do, che cerca di controllare una guerra tra bande sino-coreane mentre si occupa di uno spietato strozzino di nome Jang Chen. È basato su un episodio avvenuto nel maggio 2004 nella Chinatown di Garibong-dong, distretto di Guro, Seul, in cui quattordici sino-coreani della fazione Wang Geon-i vennero arrestati con l'accusa di tentato omicidio, e su un episodio avvenuto nell'aprile 2007 in cui sette membri dell'organizzazione yanbian Heuksa-pa, anch'essa con sede a Garibong-dong, furono arrestati e 26 incriminati senza detenzione.

## Distribuzione
The Outlaws è stato distribuito in Corea del Sud il 3 ottobre 2017. In lingua italiana è stato trasmesso in prima visione su Rai 4 il 28 aprile 2025.

## Accoglienza
The Outlaws è uscito in Corea del Sud il 3 ottobre 2017, ed entro il 23 ottobre ha incassato 36,3 milioni di dollari da oltre 5 milioni di biglietti. Un mese dopo la sua uscita, ha raggiunto 6,05 milioni di biglietti venduti, con un incasso di 44,1 milioni di dollari. Entro il 1° dicembre, il film ha raggiunto 6,87 milioni di biglietti venduti con un incasso di 51,8 milioni di dollari, diventando il terzo film locale con il maggior incasso dell'anno in Corea del Sud e il terzo film coreano vietato ai minori più venduto di tutti i tempi.

## Riconoscimenti
- Baeksang Arts Award[10][11]
  - 2018 – Miglior nuovo regista a Kang Yun-seong
  - 2018 – Candidatura Miglior attore a Ma Dong-seok
  - 2018 – Candidatura Miglior attore di supporto a Jin Seon-kyu
  - 2018 – Candidatura Miglior attore emergente a Kim Sung-kyu
  - 2018 – Candidatura Miglior attore emergente a Heo Sung-tae
  - 2018 – Candidatura Miglior sceneggiatura a Kang Yun-seong
- Blue Dragon Film Award[12]
  - 2017 – Miglior attore di supporto a Jin Seon-kyu
  - 2017 – Candidatura Miglior nuovo regista a Kang Yun-seong
  - 2017 – Candidatura Miglior risultato tecnico (acrobazie)
  - 2017 – Candidatura Miglior montaggio
- Buil Film Award[13]
  - 2018 – Candidatura Miglior nuovo regista a Kang Yun-seong
- Chunsa Film Art Award[14][15]
  - 2018 – Miglior nuovo regista a Kang Yun-seong
  - 2018 – Candidatura Miglior sceneggiatura a Kang Yun-seong
  - 2018 – Candidatura Miglior attore a Ma Dong-seok
  - 2018 – Candidatura Miglior attore di supporto a Jin Seon-kyu
- Director's Cut Award[16]
  - 2018 – Miglior nuovo regista a Kang Yun-seong
- Grand Bell Award[17]
  - 2018 – Candidatura Miglior nuovo regista a Kang Yun-seong
  - 2018 – Candidatura Miglior attore di supporto a Jin Seon-kyu
  - 2018 – Candidatura pianificazione
- Korea Film Reporters Association Film Awards (KOFRA)[18]
  - 2017 – Miglior attore di supporto a Jin Seon-kyu
- Korean Association of Film Critics Awards[19]
  - 2017 – Top 10 dei film
  - 2017 – Miglior nuovo regista a Kang Yun-seong
- The Seoul Award[16]
  - 2018 – Candidatura Miglior attore di supporto a Jin Seon-kyu
  - 2018 – Candidatura Miglior attore emergente a Kim Sung-kyu

## Sequel
The Outlaws è il primo capitolo della serie The Roundup e ha avuto tre sequel: The Roundup (2022), The Roundup: No Way Out (2023) e The Roundup: Punishment (2024).

## Remake
Ha avuto un remake indiano intitolato Radhe nel 2021, diretto da Prabhu Deva, con Salman Khan nel ruolo del protagonista.